# Krivoklát
Krivoklát é um município da Eslováquia, situado no distrito de Ilava, na região de Trenčín. Tem 10,67 km² de área e sua população em 2018 foi estimada em 252 habitantes.

## Demografia
| Ano:        | 1994 | 2004    | 2014    | 2024   |
| ----------- | ---- | ------- | ------- | ------ |
| Broj ljudi: | 327  | 288     | 250     | 218    |
| Razlika:    |      | -11,92% | -13,19% | -12,8% |

| Ano:               | 2023 | 2024   |
| ------------------ | ---- | ------ |
| Número de pessoas: | 219  | 218    |
| Diferença:         |      | -0,45% |